# José Fernández Santini
José Fernández Santini (14 de febrer de 1939) és un futbolista peruà.
Va formar part de l'equip peruà a la Copa del Món de 1970.
Fou jugador de Universitario i Defensor Lima.